# 33614 Meganploch
33614 Meganploch è un asteroide della fascia principale. Scoperto nel 1999, presenta un'orbita caratterizzata da un semiasse maggiore pari a 2,7319304 UA e da un'eccentricità di 0,0540086, inclinata di 5,92247° rispetto all'eclittica.